# Norma Duval
Norma Duval, Geburtsname Purificación Martín Aguilera (* 4. April 1956 in Barcelona) ist eine spanische Film-, Fernseh- und Musicalschauspielerin, Sängerin und Entertainerin.

## Leben
Ihre Familie zog wegen des Berufes ihres Vaters in die Militärkolonie Cuatro Vientos bei Madrid. 1973 wurde sie zur Miss Madrid gewählt.
Ihr TV-Debüt gab Duval 1974 bei Señoras y señores an der Seite von Künstlern wie Ángela Carrasco und Victoria Vera. Ihre eigentliche Karriere in der Musik- und Theaterszene begann sie als Revuedarstellerin. Sie trat im Pariser Lido auf und wurde 1980 ein herausragender Star des Pariser Theaters Folies Bergère. Sie war nach Bella Otero die zweite Spanierin, die es schaffte, Headliner dieses Theaters zu werden. Duval war einer der letzten Stars des traditionellen Show Magazin, die in diesen Jahren im Niedergang begriffen war und die hauptsächlich dank der Touristen in Paris überleben konnte.
Zurück in Spanien, gab sie ihre Bühnenkarriere auf und arbeitete stattdessen als Theatermanagerin. Sie organisierte verschiedene Shows, mit denen sie in Spanien und im Ausland tourte. Auch in Mexiko und Italien erzielte sie Erfolge. Ende der 1980er Jahre, zeitgleich mit dem Niedergang von uncover, verließ sie die Welt des Kinos und widmete sich ausschließlich dem Theater und ihren Auftritten im Fernsehen. Wichtige Erfolge feierte sie mit der Zarzuela La corte del faraón, die sie 1993 am Teatro Olympia in Valencia aufführte. Im Oktober 2000 wurde das Musical Il mujer del ano am Teatro Calderón in Madrid uraufgeführt.
In erster Ehe war sie seit 1992 mit dem früheren kroatischen Basketballspieler Marc Ostarevic verheiratet, den sie 1983 kennengelernt hatte und mit dem sie drei Kinder hat. Während 2004 geschlossenen Ehe mit José Frade hatte sie keine öffentlichen Auftritte als Schauspielerin. Nach der Trennung von Frade kehrte sie 2009 wieder auf die Bühne und zum Film zurück. 2022 heiratete sie ihren langjährigen Lebensgefährten, den Immobilienmakler Matthias Kühn.

## Privates
Norma Duval war von 1992 bis 2003 mit dem kroatischen Basketballspieler und -trainer Marc Ostarcevic (* 1941) verheiratet. Das Paar hat drei Kinder. 2004 heiratete sie in zweiter Ehe den spanischen Filmproduzenten José Frade (* 1938), von dem sie sich 2009 trennte.
Duval ist die Schwester der Schauspielerin Carla Duval (1964–2010).

## Filmografie (Auswahl)

### TV-Serien
- 1979: Antología de la zarzuela
- 1983: Las pícaras
- 1998: Telepasión española
- 2001: Academia de baile Gloria
- 2003: London Street
- 2013: El quinto sello
- 2020: Palacio Duval

### Filme
- 1974: Cabaret Woman
- 1983: Victòria! 2: La disbauxa del 17
- 1984: Victòria! 3: El seny i la rauxa
- 1984: La mujer del juez
- 2013: Save the Zombies